# Geometria diferencial de superfícies

Un triangle immers en un pla en forma de cadira (un paraboloide hiperbòlic), així com dues línies ultraparal·leles divergents.

En matemàtiques, la geometria diferencial de superfícies tracta de la geometria diferencial de superfícies llises amb diverses estructures addicionals, més sovint, una mètrica riemanniana. Les superfícies s'han estudiat àmpliament des de diverses perspectives: extrínsecament, relacionades amb la seva incrustació en l'espai euclidià i intrínsecament, reflectint les seves propietats determinades únicament per la distància dins de la superfície mesurada al llarg de les corbes de la superfície. Un dels conceptes fonamentals investigats és la curvatura gaussiana, estudiada per primera vegada en profunditat per Carl Friedrich Gauss, que va demostrar que la curvatura era una propietat intrínseca d'una superfície, independentment de la seva incrustació isomètrica en l'espai euclidià.
Les superfícies sorgeixen naturalment com a gràfics de funcions d'un parell de variables, i de vegades apareixen en forma paramètrica o com a loci associats a corbes espacials. Un paper important en el seu estudi han tingut els grups de Lie (en l'esperit del programa Erlangen), a saber, els grups de simetria del pla euclidià, l'esfera i el pla hiperbòlic. Aquests grups de Lie es poden utilitzar per descriure superfícies de curvatura gaussiana constant; també proporcionen un ingredient essencial en l'enfocament modern de la geometria diferencial intrínseca mitjançant connexions. D'altra banda, també s'han estudiat àmpliament les propietats extrínseques que es basen en una incrustació d'una superfície a l'espai euclidià. Això està ben il·lustrat per les equacions no lineals d'Euler-Lagrange en el càlcul de variacions: tot i que Euler va desenvolupar les equacions d'una variable per entendre la geodèsica, definida independentment d'una incrustació, una de les principals aplicacions de Lagrange de les dues equacions variables va ser a superfícies mínimes, un concepte que només es pot definir en termes d'incrustació.
Un resultat sorprenent de Carl Friedrich Gauss, conegut com el teorema egregium, va demostrar que la curvatura gaussiana d'una superfície, que per la seva definició té a veure amb com les corbes de la superfície canvien de direcció en l'espai tridimensional, en realitat es pot mesurar mitjançant les longituds. de corbes que es troben a les superfícies juntament amb els angles que formen quan dues corbes de la superfície es tallen. Terminològicament, això diu que la curvatura gaussiana es pot calcular a partir de la primera forma fonamental (també anomenada tensor mètric) de la superfície. La segona forma fonamental, en canvi, és un objecte que codifica com es distorsionen les longituds i els angles de les corbes a la superfície quan les corbes s'expulsen de la superfície.